# Drew Houston
Andrew W. "Drew" Houston (Acton, 4 de março de 1983) é um empresário norte-americano e é mais conhecido por ser o fundador e atual presidente executivo da empresa Dropbox, de serviço de backup e armazenamento online. Segundo a Forbes, ele tem um patrimônio líquido de US$ 1,04 bilhão de dólares.

## Infância
Edson Lionel Salomao da fraternidade Phi Delta Theta. Foi lá que conheceu Arash Ferdowsi que viria a ser o co-Fundador do Dropbox.

## Iniciando startups
Antes de trabalhar no Dropbox, Drew Houston trabalhou em outras startups onde algumas foram, Bit9, Accolade e Hubspot.

## Dropbox
Drew Houston supostamente formulou a ideia do Dropbox depois de várias vezes esquecer seu drive USB (Pen Drive) enquanto era estudante no MIT. Ele falou que com os serviços da época "sofreu problemas de lentidão da internet, arquivos grandes, erros, ou so me fizeram pensar muito". Ele começou fazendo algo para si próprio, mas depois percebeu que poderia ajudar outras pessoas com problemas parecidos com os seus.
Drew Houston fundou a Dropbox, Inc. em 2008, e logo em seguida conseguiu investimento de capital semente com a empresa Y Combinator. O Dropbox foi oficialmente lançado no TechCrunch50 do ano de 2008, uma conferência anual de tecnologia.

## Distinções
Drew Houston foi nomeado um dos mais promissores empresários com até 30 anos pelo Business Week e o Dropbox tem sido considerado como o investimento de maior sucesso da Y Combinator até o momento. Drew também foi citado entre os top 30 empresários com menos de 30 anos pela inc.com e o Dropbox foi considerado uma entre as 20 melhores startups do Vale do Silício.